# Helmut Wachter
Helmut Wachter (* 3. September 1929 in Landeck (Tirol); † 21. Januar 2012 in Innsbruck) war ein österreichischer Pharmazeut und Mediziner. An der Universität Innsbruck wirkte er als Ordinarius für medizinische Chemie und Biochemie.

## Leben
Helmut Wachter schloss 1954 in Innsbruck das Studium der Pharmazie ab und dissertierte 1956 am Institut für Pharmazeutische Chemie. Parallel zum anschließenden Teilstudium der Medizin arbeitete er als Universitätsassistent am Institut für Chemie und Biochemie, dessen Leitung Wachter später übernahm und über mehrere Funktionsperioden ausübte. Seit 1952 war er Mitglied des Corps Gothia.
Ein Schwerpunkt seiner Arbeit war die Identifikation von Neopterin und in weiterer Folge dessen Erforschung als diagnostischer Parameter. Die Neopterinbestimmung erhöhte u. a. die Sicherheit im Bluttransfusionswesen und wurde ein Prognoseparameter bei Patienten mit HIV-1-Infektion. Im 1966 erhielt er die Lehrbefugnis für „Medizinische Chemie“ und für „Biochemie für Mediziner“ und war als Vorsitzender der Gesamtstudienkommission der Medizinischen Fakultäten Österreichs tätig. Im Laufe seines Lebens konnte Wachter über 700 wissenschaftliche Veröffentlichungen vorweisen, sein gemeinsam mit Arno Hausen verfasstes Lehrbuch „Chemie für Mediziner“ erschien in 6 Auflagen.
Von 1986 bis 1996 hatte Wachter gemeinsam mit Manfred P. Dierich die Leitung des Ludwig-Boltzmann-Instituts für AIDS-Forschung an der Universität Innsbruck inne. 1994 stifteten er und seine Frau den Ilse-und-Helmut-Wachter-Preis zur Förderung der Medizinischen Forschung zum Gemeinwohl der Menschheit.
Aufgrund seiner Verdienste um die Universität Innsbruck fand der Trauergottesdienst für Helmut Wachter in der Universitätskirche am Innrain in Innsbruck statt.

## Ehrungen
- Ehrendoktorat der Naturwissenschaften der Aston University, Birmingham (1987)
- Fritz-Pregl-Medaille der Österreichischen Gesellschaft für Analytische Chemie (1992)[4]
- Ehrenzeichen des Landes Tirol (1996)[5]
- Tiroler Landespreis für Wissenschaft (2000)[6]
- Dr. med. h. c. der Medizinischen Universität Innsbruck (2009)
- Österreichisches Ehrenkreuz für Wissenschaft und Kunst I. Klasse